# بيتر هوغارث دويل
بيتر هوغارث دويل (بالإنجليزية: Peter Doyle)‏ هو ضابط بحري أسترالي، ولد في 11 أبريل 1925 في ليثغو في أستراليا، وتوفي في 2 مايو 2007 في ملبورن في أستراليا.